# 山家駅
山家駅（やまがえき）は、京都府綾部市上原町戸尻にある、西日本旅客鉄道（JR西日本）山陰本線の駅である。

## 歴史
- 1910年（明治43年）8月25日：鉄道院京都線園部駅 - 綾部駅間延伸時に開設。客貨取扱開始[1]。
- 1912年（明治45年）3月1日：線路名称が改定され、京都線が山陰本線に編入されると共に当駅もその所属となる。
- 1971年（昭和46年）8月26日：貨物取扱廃止[1]。
- 1971年（昭和46年）12月1日：荷物扱い廃止[2]、無人駅化[3]。
- 1987年（昭和62年）4月1日：国鉄分割民営化に伴い、西日本旅客鉄道（JR西日本）の駅となる[1]。
- 1991年（平成3年）4月1日：舞鶴鉄道部発足に伴い、その管轄となる。
- 1996年（平成8年）3月16日：当駅を含む園部駅 - 綾部駅間電化に伴う配線変更に伴い、1線スルー化（従来の上り本線が上下本線に、下り本線が上下副本線となる）。
- 2006年（平成18年）7月1日：舞鶴鉄道部廃止に伴い福知山支社直轄に戻され、西舞鶴駅の被管理駅となる。
- 2012年（平成24年）3月17日：ダイヤ改正に伴い、一部普通列車が通過となる[4]（該当列車は翌2013年3月16日より快速に改称）。
- （時期不明）：管理駅が西舞鶴駅から綾部駅へ移転したことに伴い、綾部駅の被管理駅となる。
- 2021年（令和3年）3月13日：ダイヤ改正に伴い、普通列車が全停車となる。
- 2022年（令和4年）
  - 6月1日：管理駅を福知山駅に変更。
  - 10月1日：組織改正に伴い、近畿統括本部福知山管理部管轄となる。

## 駅構造
島式ホーム1面2線を有し、交換設備を備えた地上駅。駅舎は線路北側にあり、ホームへは跨線橋で連絡している。
福知山駅管理の無人駅。自動券売機・トイレは設置されていない。

### のりば
| のりば | 路線     | 方向 | 行先             |
| ------ | -------- | ---- | ---------------- |
| 1・2   | 山陰本線 | 上り | 園部・京都方面   |
| 1・2   | 山陰本線 | 下り | 綾部・福知山方面 |

付記事項
- 1番のりばを上下本線、2番のりばを上下副本線とした1線スルーとなっているため、通過列車や行違いを行わない列車は上下線共に1番のりば、通過列車に対して待避する列車は上下線共に2番のりばに入線する（通過列車同士の場合は、一方が運転停車を行う）。
- 停車列車同士の行違いの場合は、上り列車が1番のりば、下り列車が2番のりばに入線する。なお、2009年度まで日中の普通列車同士の行違いは当駅で行われていたが、嵯峨野線全区間複線化完成を受けた2010年3月13日ダイヤ改正でダイヤパターンが大きく変わり、日中は当駅での列車の行違いは行われなくなった。

## 利用状況
綾部市口上林・中上林・奥上林の各地区は当駅が最寄り駅となる。
京都府統計書によると、1日平均乗車人員及び1日平均乗降人員は以下の通り。
| 年度   | 1日平均 乗車人員 | 1日平均 乗降人員 |
| ------ | ---------------- | ---------------- |
| 1999年 | 74               |                  |
| 2000年 | 52               |                  |
| 2001年 | 49               |                  |
| 2002年 | 52               |                  |
| 2003年 | 55               |                  |
| 2004年 | 52               |                  |
| 2005年 | 36               |                  |
| 2006年 | 38               |                  |
| 2007年 | 41               |                  |
| 2008年 | 41               |                  |
| 2009年 | 36               |                  |
| 2010年 | 36               |                  |
| 2011年 | 38               | 79               |
| 2012年 | 30               | 61               |
| 2013年 | 36               | 72               |
| 2014年 | 30               | 58               |
| 2015年 | 30               | 60               |
| 2016年 | 33               | 68               |
| 2017年 |                  | 48               |
| 2018年 |                  | 46               |
| 2019年 |                  | 44               |
| 2020年 |                  | 42               |
| 2021年 |                  | 30               |
| 2022年 |                  | 22               |
| 2023年 |                  | 16               |

## 駅周辺
- 照福寺庭園（国の名勝）
- 由良川
- 国道27号
- 京都府道1号小浜綾部線
- 京都府道450号広野綾部線
- 京都府道482号山家停車場線
- 綾部市立東綾中学校
- 綾部市立東綾小学校
- 山家郵便局

### バス路線
「山家駅前」停留所より、あやべ市民バスの路線が発着する。
- 上林線：市立病院前 / 於見

## 隣の駅
西日本旅客鉄道（JR西日本）
 山陰本線
立木駅 - 山家駅 - 綾部駅